# Centre Tecnològic per a la Indústria Aeronàutica i de l’Espai
O Centre Tecnològic per a la Indústria Aeronàutica i de l'Espai (CTAE), é uma organização privada sem fins lucrativos fundada em março de 2005, para o ensino, governo e indústria na Catalunha. O CTAE tem o compromisso para promover o setor aeronáutico e espacial na Catalunha, com o objetivo de melhorar a competitividade industrial, estimular a inovação e implementação de iniciativas relacionadas com os centros de pesquisa, empresas e governos.
O CTAE fornece pesquisa, desenvolvimento e inovação às empresas, ajudando a transformar conceitos em produtos com o apoio e as competências das universidades e centros de pesquisa e projetos de financiamento com fórmula mista de financiamento público-privado. A organização promove a transformação da cooperação regional e internacional, de transferência de tecnologia das organizações de outros setores não-aeroespaciais, bem como a promoção de atividades de divulgação relacionadas à indústria aeroespacial à sociedade.